# 2018年フランスグランプリ
2018年フランスグランプリ (2018 French Grand Prix) は、2018年のF1世界選手権第8戦として、2018年6月24日にポール・リカール・サーキットで開催された。
正式名称は「FORMULA 1 PIRELLI GRAND PRIX DE FRANCE 2018」。
フランスGPの開催は2008年以来10年ぶり、ポール・リカールでのF1世界選手権レース開催は1990年以来28年ぶりである。

## レース前
本レースでピレリが供給するドライタイヤのコンパウンドは、ソフト、スーパーソフト、ウルトラソフトの3種類。
6月19日、レッドブルはホンダと2019年から2年間のパワーユニット供給契約を結び、ジュニアチームのトロ・ロッソとともにホンダのパワーユニットを使用することになった。
DRSゾーンは、バックストレートのターン7からターン8の間と、ホームストレートのターン15からターン1の間の2ヶ所に設置される。

## フリー走行
FP1
メルセデス勢がワンツーで滑り出し、残り4分にマーカス・エリクソンがクラッシュしたため赤旗終了となった。
FP2
FP2開始を前に、FIAはピットレーンの通過速度を80km/hから60km/hに引き下げる措置を発表した。セルジオ・ペレスの左リアタイヤが脱落したため赤旗が出され、セッションは9分間中断した。このセッションもルイス・ハミルトンがトップタイムを出したが、チームメイトのバルテリ・ボッタスは水漏れのため僅か7周でセッションを終えた。セッション終盤にブレンドン・ハートレイのパワーユニットにトラブルが発生した。セッション終了後、メルセデスは全チーム(ワークス及びカスタマーのフォース・インディアとウィリアムズ)にアップグレードされたパワーユニット(PU)を投入したことを明らかにした。
FP3
ホンダはFP2でトラブルに見舞われたハートレイのPUの全エレメント交換を決め、全エレメントが年間最大基数を超えたため最後尾グリッドへの降格が決まった。本年よりグリッド降格数が15を超えた場合は最後尾グリッドからのスタートが義務付けられることになったが、ハートレイが最初の事例となった。セッションは開始10分後から大雨に見舞われ、タイムを記録したのは15台にとどまった。

## 予選
2018年6月23日 16:00 CEST(UTC+2)
ルイス・ハミルトンが3戦ぶりのポールポジションを獲得し、メルセデスがフロントローを独占した。メルセデスのフランスGPにおけるコンストラクターとしてのポールポジション獲得は1954年(ドライバーはファン・マヌエル・ファンジオ)以来64年ぶり、エンジンサプライヤー時代を含めると1998年(ミカ・ハッキネン(マクラーレン))以来20年ぶりである。

### 経過
FP3で降り続いた雨は上がり、ドライコンディションでスタートした。Q1終盤から小雨が降り出したが支障はなかった。
マクラーレン勢がウィリアムズ勢と最後尾グリッドが決まっているブレンドン・ハートレイとともにQ1で脱落した。Q2ではシャルル・ルクレールが初のQ3進出を果たした。Q3の開始4分にロマン・グロージャンがターン4でクラッシュしたため赤旗が出された。新スペックPUの投入で速さを取り戻したメルセデスが予選でも終始速さを見せ、最後のアタックでバルテリ・ボッタスがトップタイムを出すが、ハミルトンがすぐに上回ってポールポジションを獲得した。ルクレールは初の1桁グリッドの8位と健闘した。

### 結果
| Pos.                | No. | ドライバー                 | コンストラクター                | Q1       | Q2       | Q3       | Grid |
| ------------------- | --- | -------------------------- | ------------------------------- | -------- | -------- | -------- | ---- |
| 1                   | 44  | ルイス・ハミルトン         | メルセデス                      | 1:31.271 | 1:30.645 | 1:30.029 | 1    |
| 2                   | 77  | バルテリ・ボッタス         | メルセデス                      | 1:31.776 | 1:31.227 | 1:30.147 | 2    |
| 3                   | 5   | セバスチャン・ベッテル     | フェラーリ                      | 1:31.820 | 1:30.751 | 1:30.400 | 3    |
| 4                   | 33  | マックス・フェルスタッペン | レッドブル-タグ・ホイヤー       | 1:31.531 | 1:30.818 | 1:30.705 | 4    |
| 5                   | 3   | ダニエル・リカルド         | レッドブル-タグ・ホイヤー       | 1:31.910 | 1:31.538 | 1:30.895 | 5    |
| 6                   | 7   | キミ・ライコネン           | フェラーリ                      | 1:31.567 | 1:30.772 | 1:31.057 | 6    |
| 7                   | 55  | カルロス・サインツ         | ルノー                          | 1:32.394 | 1:32.016 | 1:32.126 | 7    |
| 8                   | 16  | シャルル・ルクレール       | ザウバー-フェラーリ             | 1:32.538 | 1:32.055 | 1:32.635 | 8    |
| 9                   | 20  | ケビン・マグヌッセン       | ハース-フェラーリ               | 1:32.169 | 1:31.510 | 1:32.930 | 9    |
| 10                  | 8   | ロマン・グロージャン       | ハース-フェラーリ               | 1:32.083 | 1:31.472 | No Time  | 10   |
| 11                  | 31  | エステバン・オコン         | フォース・インディア-メルセデス | 1:32.786 | 1:32.075 |          | 11   |
| 12                  | 27  | ニコ・ヒュルケンベルグ     | ルノー                          | 1:32.949 | 1:32.115 |          | 12   |
| 13                  | 11  | セルジオ・ペレス           | フォース・インディア-メルセデス | 1:32.692 | 1:32.454 |          | 13   |
| 14                  | 10  | ピエール・ガスリー         | トロ・ロッソ-ホンダ             | 1:32.447 | 1:32.460 |          | 14   |
| 15                  | 9   | マーカス・エリクソン       | ザウバー-フェラーリ             | 1:32.804 | 1:32.820 |          | 15   |
| 16                  | 14  | フェルナンド・アロンソ     | マクラーレン-ルノー             | 1:32.976 |          |          | 16   |
| 17                  | 28  | ブレンドン・ハートレイ     | トロ・ロッソ-ホンダ             | 1:33.025 |          |          | 20 1 |
| 18                  | 2   | ストフェル・バンドーン     | マクラーレン-ルノー             | 1:33.162 |          |          | 17   |
| 19                  | 35  | セルゲイ・シロトキン       | ウィリアムズ-メルセデス         | 1:33.636 |          |          | 18   |
| 20                  | 18  | ランス・ストロール         | ウィリアムズ-メルセデス         | 1:33.729 |          |          | 19   |
| 107% time: 1:37.659 |     |                            |                                 |          |          |          |      |
| ソース:             |     |                            |                                 |          |          |          |      |

追記
- ^1 - ハートレイはFP3で規定を超えるパワーユニット交換(4基目のICE(エンジン)、TC(ターボ)、MGU-H、3基目のMGU-K、ES(バッテリー)、CE(電子制御装置))を行い、降格グリッド数が15を超えたため決勝は最後尾からスタートする[11][15]

## 決勝
2018年6月24日 16:10 CEST(UTC+2) 気温:24度 路面温度:42度 天候:曇(ドライコンディション)
ルイス・ハミルトンがポール・トゥ・ウィンで完勝し、スタートでバルテリ・ボッタスと接触して順位を落とし5位に終わったセバスチャン・ベッテルに代わってドライバーズランキング首位に返り咲いた。メルセデスのフランスGPにおけるコンストラクターとしての優勝は1954年のファン・マヌエル・ファンジオ以来64年ぶり、エンジンサプライヤー時代を含めると2000年のデビッド・クルサード(マクラーレン)以来18年ぶりである。

### 展開
朝から好天に恵まれたが、雲が多くなり降水確率が高い中レースはスタートした。
スタート直後に接触やペナルティが続出する。ベッテルとボッタスが接触し、両者とも接触のダメージによりピットインを強いられ、ソフトに交換して最後まで走り切る作戦に切り替えざるを得なかった。これによりハミルトンは楽な展開で首位を独走していくことになる。後方ではエステバン・オコンとピエール・ガスリーが接触し、これが母国レースとなる両者は早々にリタイアとなってしまった。他のドライバーは接触を避けるためにコースをショートカットするドライバーも多数いた。この接触によりセーフティカーが出され、後に審議の対象となる。セーフティカーは5周目で退き、後方から追い上げるベッテルはフェルナンド・アロンソと接触しかけ、アロンソはスピンしてしまい最後尾に後退した。その後もベッテルは猛追して順位を上げていくが、ボッタスとの接触の件で5秒ペナルティが科されることになった。ボッタスはペースが上がらずベッテルから離されていき、39周目にウルトラソフトに履き替えるが作業ミスでタイムロス。ベッテルは最後まで走りきり5秒のタイム加算を受けるつもりだったが後半になるとペースが落ちていき、41周目に5秒ペナルティを消化してボッタス同様ウルトラソフトに履き替えた。レース終盤にランス・ストロールの左フロントタイヤがバーストしてしまい、デブリが撒き散らされたためバーチャルセーフティカーが導入され、最終周に解除されてそのままレースは終了した。心配された雨は降らずハミルトンが完勝、フェルスタッペンは今季最高位の2位を獲得。一方でベッテルは5位が精一杯だったが、2戦連続でドライバー・オブ・ザ・デーに選出された。ボッタスは1周目でベッテルと接触したもののリタイアは免れ、最終的に7位となった。カルロス・サインツJr.はレース終盤にパワー不足で苦しんだが8位、ニコ・ヒュルケンベルグは9位となり、ルノーは母国レースでダブル入賞。シャルル・ルクレールは2戦連続の10位入賞となった。前週のル・マン24時間レースを制したアロンソは終始マシンの不調に苦しみ、最後はサスペンションのトラブルでピットへ戻りチェッカーフラッグを受けることができず、16位完走扱いに終わった。

### 結果
| Pos.    | No. | ドライバー                 | コンストラクター                | 周回数 | タイム/リタイア原因 | Grid | Pts. |
| ------- | --- | -------------------------- | ------------------------------- | ------ | ------------------- | ---- | ---- |
| 1       | 44  | ルイス・ハミルトン         | メルセデス                      | 53     | 1:30:11.385         | 1    | 25   |
| 2       | 33  | マックス・フェルスタッペン | レッドブル-タグ・ホイヤー       | 53     | +7.090              | 4    | 18   |
| 3       | 7   | キミ・ライコネン           | フェラーリ                      | 53     | +25.888             | 6    | 15   |
| 4       | 3   | ダニエル・リカルド         | レッドブル-タグ・ホイヤー       | 53     | +34.736             | 5    | 12   |
| 5       | 5   | セバスチャン・ベッテル 1   | フェラーリ                      | 53     | +1:01.935           | 3    | 10   |
| 6       | 20  | ケビン・マグヌッセン       | ハース-フェラーリ               | 53     | +1:19.364           | 9    | 8    |
| 7       | 77  | バルテリ・ボッタス         | メルセデス                      | 53     | +1:20.632           | 2    | 6    |
| 8       | 55  | カルロス・サインツ         | ルノー                          | 53     | +1:27.184           | 7    | 4    |
| 9       | 27  | ニコ・ヒュルケンベルグ     | ルノー                          | 53     | +1:31.989           | 12   | 2    |
| 10      | 16  | シャルル・ルクレール       | ザウバー-フェラーリ             | 53     | +1:33.873           | 8    | 1    |
| 11      | 8   | ロマン・グロージャン 2     | ハース-フェラーリ               | 52     | +1 Lap              | 10   |      |
| 12      | 2   | ストフェル・バンドーン     | マクラーレン-ルノー             | 52     | +1 Lap              | 17   |      |
| 13      | 9   | マーカス・エリクソン       | ザウバー-フェラーリ             | 52     | +1 Lap              | 15   |      |
| 14      | 28  | ブレンドン・ハートレイ     | トロ・ロッソ-ホンダ             | 52     | +1 Lap              | 20   |      |
| 15      | 35  | セルゲイ・シロトキン       | ウィリアムズ-メルセデス         | 52     | +1 Lap 3            | 18   |      |
| 16†     | 14  | フェルナンド・アロンソ     | マクラーレン-ルノー             | 50     | サスペンション      | 16   |      |
| 17†     | 18  | ランス・ストロール         | ウィリアムズ-メルセデス         | 48     | タイヤバースト      | 19   |      |
| Ret     | 11  | セルジオ・ペレス           | フォース・インディア-メルセデス | 27     | パワーユニット      | 13   |      |
| Ret     | 31  | エステバン・オコン 4       | フォース・インディア-メルセデス | 0      | 接触                | 11   |      |
| Ret     | 10  | ピエール・ガスリー 4       | トロ・ロッソ-ホンダ             | 0      | 接触                | 14   |      |
| ソース: |     |                            |                                 |        |                     |      |      |

ファステストラップ
- バルテリ・ボッタス - 1:34.225 (41周目)

ラップリーダー
- 1-32=ルイス・ハミルトン、33=キミ・ライコネン、34-53=ハミルトン

追記
- †印はリタイアだが、90%以上の距離を走行したため規定により完走扱い
- ^1 - ベッテルは1周目のターン1でボッタスと接触したため5秒ペナルティ(ピットインで消化)とペナルティポイント2点が加算された(合計5点)[22]
- ^2 - グロージャンはスタート時にオコンと接触したため5秒ペナルティ(ピットインで消化)とペナルティポイント2点が加算された(合計7点)[23]
- ^3 - シロトキンはセーフティカー走行中、不必要に遅く走ったため5秒ペナルティ(ピットインで消化しなかったためレースタイムに加算)とペナルティポイント2点が加算された(合計5点)[24]
- ^4 - ガスリーとオコンは1周目のターン3で接触したため戒告処分(両者1回目)[25][26]

## 第8戦終了時点のランキング
|   | 順位 | ドライバー             | ポイント |
| - | ---- | ---------------------- | -------- |
| 1 | 1    | ルイス・ハミルトン     | 145      |
| 1 | 2    | セバスチャン・ベッテル | 131      |
| 1 | 3    | ダニエル・リカルド     | 96       |
| 1 | 4    | バルテリ・ボッタス     | 92       |
|   | 5    | キミ・ライコネン       | 83       |

|  | 順位 | コンストラクター          | ポイント |
|  | ---- | ------------------------- | -------- |
|  | 1    | メルセデス                | 237      |
|  | 2    | フェラーリ                | 214      |
|  | 3    | レッドブル-タグ・ホイヤー | 164      |
|  | 4    | ルノー                    | 62       |
|  | 5    | マクラーレン-ルノー       | 40       |

- 注：ドライバー、コンストラクター共にトップ5のみ表示。